# 木古镇
木古镇，原为木古乡，是中华人民共和国四川省凉山彝族自治州会理市下辖的一个乡镇级行政单位。2019年12月，撤销杨家坝乡，将原杨家坝乡崃龙村、新桂村、绿林村、海龙村、干海子村、庄房村所属行政区域划归木古镇管辖。

## 行政区划
木古镇下辖以下地区：
明河村、建政村、三家村、花山村和牛筋树村。